# Tumulus de la Butte
Le tumulus de la Butte est un édifice mégalithique constitué de deux cairns juxtaposés renfermant chacun une chambre funéraire. Il est situé sur la commune de Vierville, dans le département français de la Manche, en Normandie.

## Historique
Le tumulus fut endommagé en 1826 lors du creusement d'un fossé. En 1974, de nouveaux travaux de terrassement révèlent la présence de sépultures. Le site fait alors l'objet d'une fouille de sauvetage qui contribue à son classement au titre des Monuments historiques le 21 novembre 1974. Une nouvelle fouille du site menée par A. Chancerel y est menée entre 1984 et 1986.

## Architecture
Le tumulus a été édifié sur le rebord d'un plateau dominant une dépression située sur le côté ouest du golfe de Carentan. Il est composé de deux parties perpendiculaires de respectivement 26 m et 18 m de long dessinant une structure en forme de « L ». Il pourrait s'agir de deux cairns distincts construits à deux époques différentes : un premier cairn dolménique, de forme circulaire, renfermant une chambre funéraire, dite chambre A, sur lequel ultérieurement aurait été adossé un second cairn, de forme polygonale, renfermant une chambre funéraire, dite chambre B. L'ensemble fut complété au nord et au sud par deux antennes longues de respectivement environ 20 m et 30 m, orientées est-ouest, ne contenant aucune structure funéraire.
Le premier cairn est constitué d'un mélange de blocs en calcaire dur qui affleure à quelques centaines de mètres, alors que le sous-sol du site est constitué d'un calcaire marneux. Une tranchée de sondage dans la branche sud de la structure a révélé l'existence côté ouest d'un mur de parement, constitué de blocs de calcaire empilés sur deux à trois assises d'une hauteur totale de 0,30 m, sur une longueur reconnue d'environ 4 m. 
Le second cairn a été très fortement endommagé par les travaux de terrassement. Les antennes sont constituées d'un entassement de plaquettes en calcaire reposant sur un talus d'argile issu probablement par raclage du paléosol.

### Chambre A
La chambre A fut fouillée par Guy Verron. Elle est de forme circulaire (diamètre 3,20 m). Elle est reliée à l'extérieur par un couloir court (2,80 m) et étroit (0,70 m), probablement fermé par une dalle côté extérieur. Ce couloir légèrement décentré, ouvrant à l'Est, dessine un ensemble chambre-couloir en forme de « q ». La chambre A devait être recouverte par encorbellement et, d'après son diamètre, la hauteur sous voute est estimée à au moins 4 m. L'espace interne de la chambre A est une structure complexe divisée en trois parties distinctes d'inégale superficie. Au fond de la chambre, au nord-ouest, le sol est pavé de grandes dalles sur environ 3 m2. Cette première partie est séparée de la moitié sud de la chambre par une cloison de dallettes verticales dressées sur chant selon un axe sud-ouest / nord-est, dont le sol est dallé sur environ 4 m2. La dernière partie de la chambre comprend, au centre, dans l'axe du couloir, deux fosses elliptiques creusées dans le sol sur 0,30 à 0,40 m de profondeur. Cette organisation complexe correspond indubitablement à un rite funéraire dont le sens demeure inconnu.

### Chambre B
La chambre B, découverte par Chancerel, était de forme polygonale ou quadrangulaire. Elle mesurait environ 2,50 m de côté pour une superficie totale de 5 à 6 m2. Elle a été fortement endommagée par l'implantation dans la structure du cairn de sépultures à l'époque mérovingienne, puis totalement détruite dans sa partie est par la construction d'une route.

## Vestiges archéologiques

### Chambre A
Près de 2 625 ossements humains, correspondant à 16 adultes et 12 enfants,  ont été recueillis dans la chambre A, concentrés dans le fond de la chambre, et aucun ossement n'a été retrouvé en connexion anatomique. Le mobilier archéologique découvert est abondant, comprenant des résidus d'offrandes alimentaires (80 ossements d'animaux et fragments de coquillage), 16 outils en os (dont 7 poinçons), 57 outils lithiques en silex taillés (lames, éclats, pointes de flèches tranchantes), 55 éléments de parure (grains, coquillages perforés, dents percées, perle en ambre rouge, pendentifs en os, perles en stéatite et variscite) et 157 tessons de poterie (dont une dizaine de vases différents).
La datation des os au carbone 14 indique une période comprise entre 5690 +/-45 AP et 5339 +/-35 AP, c'est-à-dire autour de 3500 av. J.-C.

### Chambre B
La chambre B comportait deux couches funéraires distinctes séparées par un lit de plaquettes en calcaire. Seule la couche supérieure a été endommagée par les sépultures mérovingiennes. Le nombre d’inhumations est estimé entre 34 et 38 individus, dont 13 enfants ou adolescents. Plusieurs crânes ont été protégés par des toits en dalles. Les défunts de la première couche furent déposés en position de décubitus latéral sur un sol recouvert de grandes dalles, posées sur un lit de plaquettes de moindre taille. Sous ce dallage furent découverts, au contact direct du sol, les ossements d'un unique individu qui n'étaient pas tous en connexion anatomique et dont les membres supérieurs avaient été disposés en position inversée. La chambre B a ainsi connu trois phases d'utilisation successives.
Dans la couche archéologique supérieure le mobilier découvert est assez pauvre : quelques lames, un retouchoir, des armatures de flèches tranchantes, quelques tessons de poterie de style chasséen et un petit tube poli en os. La couche archéologique inférieure renfermait une série de littorines percées, probable vestige d'un collier, et de dentales. La sépulture individuelle ne contenait aucun mobilier archéologique.
La datation des os au carbone 14 indique une période comprise entre 5375 +/-40 AP et 5349 +/-34 AP, c'est-à-dire vers 3360 av. J.-C.